# 沖縄郵政資料センター
沖縄郵政資料センター（おきなわゆうせいしりょうセンター）は、沖縄県那覇市にある、通信文化協会が運営する企業博物館である。那覇中央郵便局の2階にあり、愛称は「OKICOMM（オキコム）」。
琉球藩から始まる沖縄の郵政事業に関する各種資料を展示している。沖縄切手や琉球政府時代の「郵政庁」の看板などもある。

## 沿革
- 1992年1月に、沖縄復帰20周年事業の一環として当時の郵政省内で構想され、2年後の1994年3月23日に「沖縄逓信博物館」としてパレットくもじ4階に開館した博物館である[2]。
- 2003年9月30日にいったん閉館し、同年10月6日に現在の那覇中央郵便局内に移転開館した[3]。なお、パレットくもじの跡地には2006年7月8日那覇市歴史博物館が開館している。
- 2007年10月1日に沖縄郵政資料センターに改称された[1]。

## 交通アクセス
- 沖縄都市モノレール線（ゆいレール）壺川駅徒歩5分